# Augusto Tuta
Augusto Cândido Souza de Alencar ou simplesmente Augusto Tuta, (Imperatriz, 1 de julho de 1967 — Boom, 11 de fevereiro de 1995), foi um futebolista brasileiro que atuou como atacante.

## Carreira
Iniciou sua história futebolística  no Sport, onde foi Campeão Brasileiro de 1987. Depois seguiu para o futebol europeu. Jogou em Portugal e na Bélgica.

## Morte
No dia 11 de fevereiro de 1995, quando em lance normal de jogo, ao disputar a bola com o adversário, no choque rompeu a aorta, vindo a morrer ainda em campo.

## Títulos
Sport
- Campeonato Brasileiro: 1987